# 錢誦清
錢誦清（？—？），江苏无锡人，清朝政治人物。副贡出身。
同治四年十月，擔任清朝廣東省潮州府豐順縣知縣。后由馮寶封接任。